# Paralcis luridulata
Paralcis luridulata är en fjärilsart som beskrevs av Staudinger sensu Mayrick. Paralcis luridulata ingår i släktet Paralcis och familjen mätare. Inga underarter finns listade i Catalogue of Life.